# Euomphalus
Euomphalus is een geslacht van uitgestorven weekdieren, dat leefde van het Siluur tot het Perm.

## Beschrijving
Deze buikpotige had een afgeplatte, zwak versierde, kegelvormige schaal met een brede, centrale verdieping met ronde tot driehoekige windingen. De diameter van de schaal bedroeg ± 5 cm.

## Leefwijze
Dit mariene geslacht voerde waarschijnlijk een herbivoor bestaan.

## Soorten
- E. acuticosta † Sandberger & Sandberger 1855
- E. acutus † Sowerby 1818
- E. altus † Kirchner 1915
- E. angularis † Weller 1900
- E. anticostiensis † Twenhofel 1928
- E. araneifer † Whidborne 1892
- E. archiaci † Goldfuss 1844
- E. articulatus † Goldfuss 1844
- E. basinodosus † Kirchner 1915
- E. bundtzeni † Blodgett 1992
- E. catilliformis † de Koninck 1881
- E. catillus † Sowerby 1812
- E. cera † Etheridge jr. 1917
- E. conradi † Hall 1861
- E. cornudanus † Shumard 1859
- E. crotalostomus † M'Coy 1844
- E. dissoluta † Koken & Perner 1925
- E. eurekensis † Walcott 1884
- E. fairchildi † Clarke & Ruedemann 1903
- E. fenestralis † Whidborn 1892
- E. helicinus † Münster 1840
- E. illinoisensis † Thein & Nitecki 1974
- E. kaibabensis † Chronic 1952
- E. latus † Hall 1858
- E. lineatus † Klipstein 1843
- E. mapingensis † Grabau 1936
- E. minimus † M'Coy 1847
- E. minor † Parks 1915
- E. mohri † Kirchner 1915
- E. mongolicus † Grabau 1931
- E. neapolitanus † Whidborne 1892
- E. nitidulus † Angelin & Lindström 1880
- E. nodulosus † de Koninck 1876
- E. oldhami † Reed 1944
- E. patulus † Koken & Perner 1925
- E. pentangulatus † Sowerby 1814
- E. perspectivus † Swallow 1863
- E. perversus † d'Orbigny 1842
- E. planodorsatus † Meek & Worthen 1860
- E. planorbis † d'Archiac & de Verneuil 1842
- E. plummeri † Knight 1934
- E. radiatus † Goldfuss 1832
- E. rotundus † Parks 1915
- E. schnuri †  d'Archiac & de Verneuil 1842
- E. serratus † Knight 1934
- E. similis † Meek & Worthen 1862
- E. simuloides † Grabau 1931
- E. sinister † Tolmachoff 1930
- E. subtrigonalis † Whidborne 1891
- E. sulcatus † Kayser 1873
- E. tenuistriatus † Zhu 1995
- E. trigonalis † Goldfuss 1844
- E. triliris † Easton 1943
- E. tuberculatus † Tolmachoff 1930
- E. utahensis † Hall & Whitfield 1877
- E. verneuili † Goldfuss 1844
- E. amaenus † de Koninck 1881
- E. obtusus † Hall 1858